# جوان أنتوني
جوان أنتوني (بالإنجليزية: Joanne Cash)‏ هي محامية ومحامية في القضاء العالي بريطانية، ولدت في 28 ديسمبر 1969 في أيرلندا الشمالية في المملكة المتحدة.